# Herman de Jong (dirigent)
Hermanus (Herman) de Jong (Deventer, 17 maart 1835 – Leeuwarden, 20 februari 1916) was een Nederlands klarinettist en dirigent.
Hij was zoon van koopman / muziekonderwijzer Meijer Izak de Jong en Betje Hompes. Zijn broers Edward de Jong en Jac. de Jong waren ook werkzaam in de muziek. Hij was getrouwd met Betje de Leeuw. Een van hun dochters is zangeres Jeannette Grumbacher – de Jong, lerares van Martine Dhont.
Hij kreeg zijn muziekopleiding van Cornelis Alijander Brandts Buys en Johannes Worp, voornamelijk muziektheorie, harmonieleer, viool en klarinet. Al op 12-jarige leeftijd trad hij toe tot het orkest van de Deventer Schutterij en stapte in 1857 over naar een functie als kapelmeester in Zutphen. Die post verliet hij in 1862 aan te treden bij het 8e Infanterie Regiment te Leeuwarden (tot 1868), al is de betreden functie aldaar onduidelijk. Hij werd in Leeuwarden dirigent bij strijk- en harmonieorkesten, maar was ook directeur van de volkszangschool. In 1883 werd hij directeur/dirigent van het Stedelijk Orkest Leeuwarden, voortkomend uit het schutterij-orkest. Hij was opvolger van de overleden Petrus Wedemeijer. Op 1 februari 1908 vierde hij zijn zestigjarige loopbaan in de muziek. In 1915 werd het schutterijkorps uitgebreid tot symfonieorkest en kreeg de naam Friesche Orkestvereniging, dat zich uiteindelijk zou ontwikkelen tot het Frysk Orkest. Op 1 januari 1912 ging hij met pensioen.
Van zijn hand verscheen De Nederlandsche Vlag, een lied voor zangstem/mannenkoor en piano. Hij was voorts plaatselijk dansleraar in de Sint-Jacobsstraat 35. Een van zijn leerlingen was Margaretha Zelle. In dat gebouw zou in 1881 Richard Hageman geboren worden.